# Clasă socială
Clasa socială se referă la diferențele ierarhice dintre indivizi sau grupuri de indivizi în societăți sau culturi.

## Modelul economic pe trei nivele
Conceptul de clasă sociale presupune adesea trei categorii economice generale:
- o clasă superioară foarte bogată și puternică, care deține și controlează mijloacele de producție;
- o clasă de mijloc formată din lucrători profesioniști, mici proprietari de afaceri și manageri de nivel intermediar;
- și o clasă inferioară, care pentru a-și câștiga traiul depinde de locuri de muncă prost plătite și sunt săraci.

## Clasa mijlocie
Clasa mijlocie (sau clasa de mijloc) este cea mai contestată dintre cele trei categorii, fiind grupul larg de persoane din societatea contemporană care se află din punct de vedere socio-economic între clasele inferioare și superioare.

### Muncitor cu guler alb
Un muncitor cu guler alb este o persoană care desfășoară activități profesionale, administrative, manageriale sau de birou. Munca specifică gulerului alb se desfășoară, de obicei, într-un birou sau alt mediu administrativ. Pe măsură ce societățile s-au modernizat și locurile de muncă din domeniul manufacturier au fost externalizate, lucrătorii cu guler alb au devenit majoritari în țările industrializate.
Termenul „guler alb” provine de la cămășile albe purtate frecvent de bărbații care lucrau în birouri în țările occidentale, spre deosebire de salopetele albastre purtate de muncitorii manuali.
Exemple de domenii în care activează lucrătorii cu guler alb includ guvern, consultanță, mediul academic, contabilitate, afaceri și management executiv, suport clienți, design, economie, știință, tehnologie, inginerie, cercetare de piață, finanțe, resurse umane, cercetare operațională, marketing, relații publice, imobiliare, IT, drept, sănătate, arhitectură și cercetare-dezvoltare.
În contrast, lucrătorii cu guler albastru execută muncă manuală sau meșteșuguri, cei cu guler roz activează în domenii de îngrijire, sănătate, asistență socială sau educație, iar lucrătorii cu guler gri îmbină munca manuală și meșteșugurile cu sarcini administrative sau manageriale.
Expresiile „guler albastru” și „guler alb” nu mai sunt exacte, deoarece ținuta la birou a devenit mai variată, incluzând haine casual sau business casual. De asemenea, sarcinile de lucru s-au diversificat: lucrătorii cu guler alb pot efectua activități specifice gulerului albastru (sau invers). De exemplu, un manager de restaurant poate purta haine formale, dar poate ajuta la prepararea mâncării sau la preluarea comenzilor clienților, iar un muncitor în construcții poate avea și sarcini de birou.

#### Efecte de sănătate pentru muncitorii cu guler alb
Activitatea fizică redusă asociată cu lucrătorii cu guler alb este considerată un factor cheie în creșterea afecțiunilor de sănătate legate de stilul de viață, cum ar fi oboseala, obezitatea, diabetul, hipertensiunea, cancerul și bolile cardiace. De asemenea, lucrul îndelungat la un calculator poate cauza afecțiuni precum sindromul de tunel carpian. Intervenții precum stațiile de lucru active, birourile reglabile pe înălțime și promovarea utilizării scărilor sunt implementate pentru a combate efectele negative ale mediilor sedentare.

### Muncitor cu guler roz
Un lucrător cu guler roz este o persoană care activează într-un domeniu profesional orientat spre îngrijire sau în sectoare considerate istoric drept „muncă pentru femei”. Acestea pot include locuri de muncă în industria frumuseții, asistență medicală, asistență socială, educație, secretariat sau îngrijirea copiilor. Deși aceste posturi pot fi ocupate și de bărbați, ele au fost dominate istoric de femei (o tendință care continuă și astăzi, deși într-o măsură mai mică) și sunt adesea plătite semnificativ mai puțin decât locurile de muncă cu guler alb sau guler albastru.
Conceptul de „muncă pentru femei” - în special delegarea femeilor către anumite sectoare din câmpul muncii - a început să se contureze în anii 1940, în paralel cu Al Doilea Război Mondial.

## Clasa inferioară

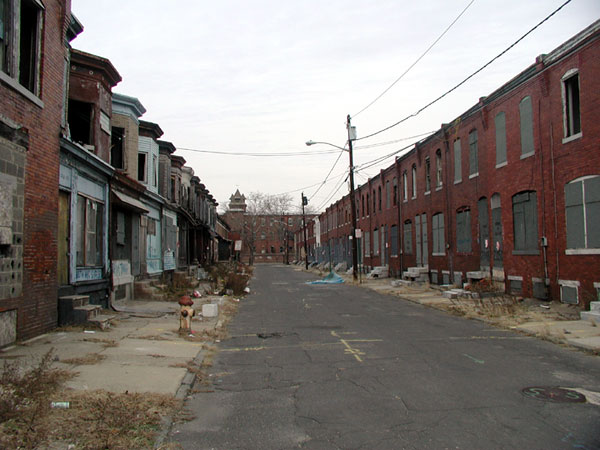
În multe țări, clasa muncitoare trăiește adesea în zone urbane cu servicii civile de calitate scăzută

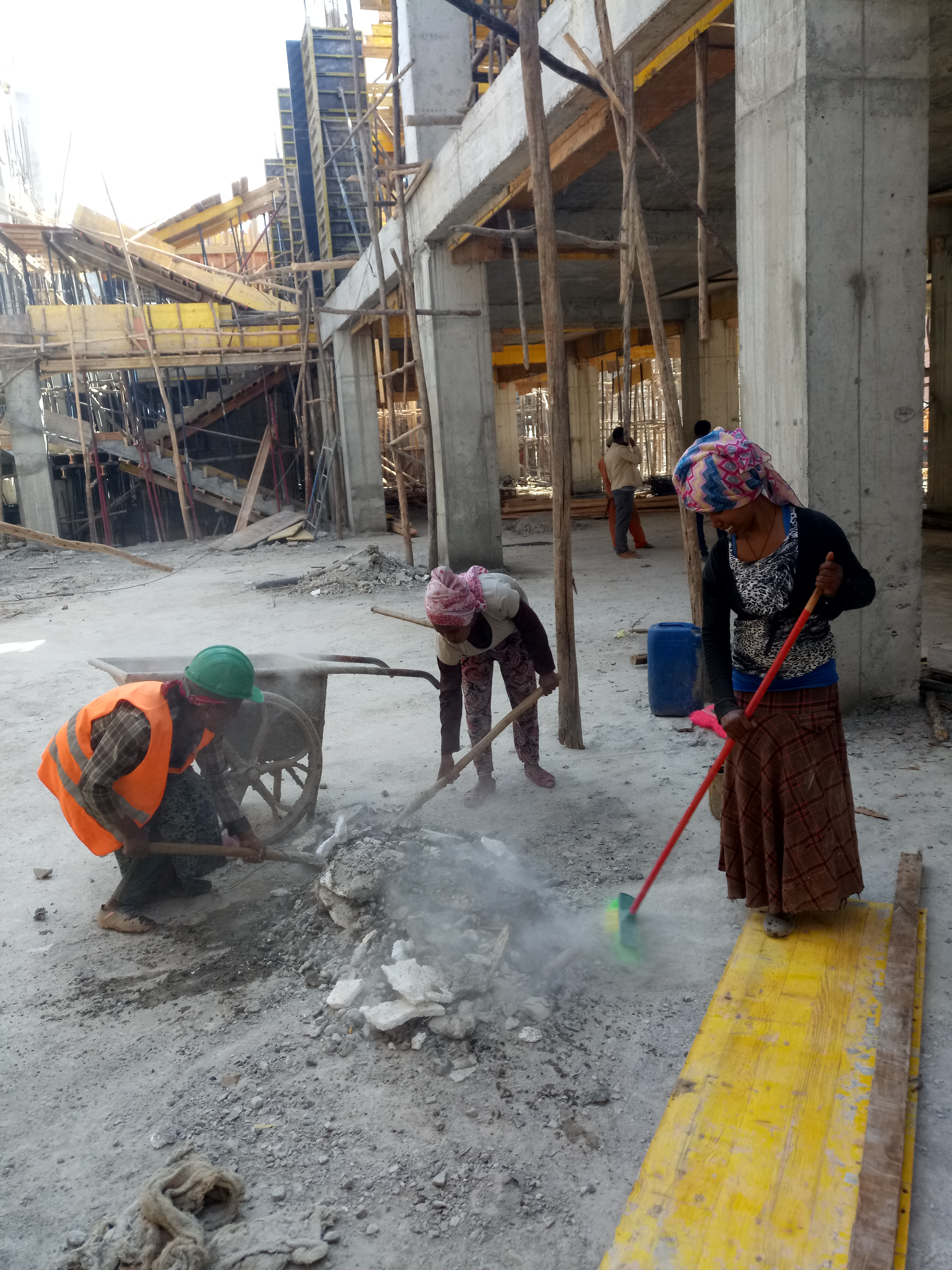
Lucrătorii din construcții sunt considerați din clasă muncitoare

Clasa inferioară (uneori descrisă ca fiind clasa muncitoare) este formată din cei angajați în locuri de muncă prost plătite, cu foarte puțină securitate economică. Termenul de „clasă inferioară” se poate referi și la persoanele cu venituri mici.
Clasa muncitoare este uneori separată în cei care sunt angajați, dar fără securitate financiară (cei „săraci muncitori”) și o subclasă - cei care sunt șomeri pe termen lung sau fără adăpost sau care primesc ajutoare sociale de la stat. Aceștia din urmă sunt considerați astăzi echivalenți cu termenul marxist de „lumpenproletariat”. Cu toate acestea, în perioada în care Marx a scris, lumpenproletariatul se referea la cei aflați în sărăcie extremă, precum cei fără adăpost. Membrii clasei muncitoare sunt uneori numiți „gulere albastre”.

### Muncitor cu guler albastru
Un muncitor cu guler albastru (în engleză „blue-collar worker”) este o persoană care efectuază muncă manuală sau meserii calificate. Munca de „blue-collar” implică adesea construirea sau întreținerea a ceva fizic care poate fi muncă necalificată, cât și muncă calificată. Din punct de vedere al statutului social, aceștia fac parte în general din clasa muncitoare.
Tipul de muncă poate include activități precum producție, comerț cu amănuntul, depozitare, minerit, excavare, tâmplărie, producția de energie electrică și operarea centralelor electrice, construcții și întreținerea instalațiilor electrice, muncă de curățenie, agricultură, pescuit, tăierea lemnelor, peisagistică, controlul dăunătorilor, procesare alimentară, muncă în câmpurile petroliere, colectarea și eliminarea deșeurilor, reciclare, construcții, mentenanță, transport, șofat, transport rutier și multe alte tipuri de muncă fizică.
Istoric, popularitatea culorii albastre printre muncitorii contrastează cu popularitatea cămășilor albe purtate de persoanele care lucrează în birouri. Totuși, această distincție a conotațiilor a devenit mai neclară odată cu creșterea importanței muncii calificate și cu creșterea relativă a locurilor de muncă „white-collar” prost plătite.
Odată cu era informațională, națiunile occidentale s-au orientat către o economie bazată pe servicii și locuri de muncă white-collar. Multe funcți din domeniul producției au fost externalizate către națiuni în curs de dezvoltare, unde lucrătorii sunt plătiți mai puțin. Această externalizare a împins fostele națiuni agrare către economii industrializate și, în același timp, a redus numărul locurilor de muncă de tip guler albastru în țările dezvoltate.

#### Cerințe educaționale pentru muncitorii cu guler albastru
Cerințele educaționale sunt mai mici decât pentru angajații „white-collar”. Adesea, nu necesită diplomă de liceu, iar abilitățile necesare sunt învățate la locul de muncă. Pentru posturile „blue-collar” de nivel superior, precum electrician sau instalator, sunt necesare cursuri vocaționale sau ucenicie, iar certificarea de la stat este obligatorie.

## Consecințele poziției de clasă
Clasa socioeconomică a unei persoane are efecte semnificative. Acestea poate influența accesul la educație, sănătate, oportunitățile de angajare, vârsta de pensionare, potențialii parteneri de căsătorie, și chiar tratamentul primit din partea poliției și al sistemului judiciar.

## Privilegiul social

### Educație
Părinții din clasele superioare pot de multe ori să își permită să trimită copiii la școli prestigioase, care sunt considerate în general a oferi o educație de mai bună calitate. În multe regiuni, școlile finanțate de stat pentru copiii din clasele superioare sunt de o calitate mai mare comparativ cu cele disponibile pentru copiii din clasele inferioare. Această inegalitate în resursele educaționale contribuie la perpetuarea diferențelor de clasă de-a lungul generațiilor.

### Sănătate și nutriție
Clasa socială a unei persoane afectează semnificativ sănătatea fizică, accesul la îngrijiri medicale de calitate și speranța de viață generală.
Persoanele din clasele inferioare se confruntă adesea cu o gamă largă de probleme de sănătate din cauza statutului lor economic. De obicei, au acces mai redus la îngrijire medicală, iar îngrijirea pe care o primesc este de o calitate mai scăzută, în ciuda faptului că se confruntă cu o frecvență mai mare a problemelor de sănătate. Familiile cu venituri reduse au rate mai mari de mortalitate infantilă, cancer, boli cardiovasculare și leziuni fizice debilitante. În plus, persoanele din clasele inferioare lucrează adesea în medii periculoase, dar au de obicei asigurări de sănătate mai puține sau chiar deloc, comparativ cu angajații din clasele medii și superioare.

### Angajare
Condițiile de muncă diferă semnificativ în funcție de clasă. Persoanele din clasa superioară și clasa mijlocie beneficiază adesea de o mai mare autonomie la locul de muncă, respect sporit, diversitate mai mare în rolurile lor și posibilitatea de a exercita o oarecare autoritate. În schimb, persoanele din clasele inferioare tind să experimenteze mai multă alienare și o satisfacție mai scăzută la locul de muncă. De asemenea, sunt mai susceptibile să lucreze în locuri de muncă fizic solicitante, cu riscuri mai mari de accidentare și chiar deces.